# Leptachirus
Leptachirus is een geslacht van straalvinnige vissen uit de familie van de eigenlijke tongen (Soleidae).

## Soorten
- Leptachirus alleni Randall, 2007
- Leptachirus bensbach Randall, 2007
- Leptachirus darwinensis Randall, 2007
- Leptachirus kikori Randall, 2007
- Leptachirus klunzingeri (Weber, 1907)
- Leptachirus lorentz Randall, 2007
- Leptachirus polylepis Randall, 2007
- Leptachirus robertsi Randall, 2007
- Leptachirus triramus Randall, 2007